# Tasmeuthria
Tasmeuthria is een geslacht van weekdieren uit de klasse van de Gastropoda (slakken).

## Soorten
- Tasmeuthria clarkei (Tenison-Woods, 1876)
- Tasmeuthria kingicola (Tate & May, 1900)